# Nhóc Maruko
Chibi Maruko-chan (ちびまる子ちゃん) là một loạt shōjo manga của nữ tác giả Sakura Momoko, sau đó được chuyển thể sang anime TV bởi hãng hoạt hình Nippon Animation, phát sóng trên Fuji TV từ 7 tháng 1 năm 1990 đến 27 tháng 9 năm 1992 gồm 142 tập, sau đó đến năm 1995 được tiếp tục thực hiện, hiện nay số lượng tập phim đã lên đến hơn 1000, cùng với bộ 3 tập phim người đóng vào năm 2006 và 4 tập phim dài vào các năm 1990, 1992, 2015 và 2016.
Tác phẩm miêu tả cuộc sống đơn giản, thường ngày của cô bé có tên là Maruko và gia đình của cô tại ngoại thành Nhật Bản giữa những năm 1970. Bối cảnh câu chuyện diễn ra tại thành phố Shimizu, ngày nay là một phần của thành phố Shizuoka, cũng là quê hương của tác giả.
Tác phẩm đã kéo theo sự ra đời của hàng loạt trò chơi điện tử, phim hoạt hình, các sản phẩm thương mại chuyển thể, cùng bộ anime TV được chiếu từ năm 1995 đến nay. Phong cách và đề tài của Chibi Maruko-chan đôi lúc được so sánh với tác phẩm truyện tranh kinh điển Sazae-san. Năm 1989, tác phẩm manga đã nhận được giải thưởng manga của nhà xuất bản Kodansha dành cho thể loại shōjo. Tính đến năm 2006, riêng các tập manga đã bán ra tại Nhật là 31 triệu bản, đưa bộ truyện lên vị trí thứ năm trong danh sách shōjo manga bán chạy nhất.
Tại Việt Nam, loạt phim đã được phát sóng chiếu trên VTV3 vào năm 2007.